# Ошмянська височина

Ошмянська височина

Ошмянська височина — височина на північному заході Білорусі, частина Білоруського пасма. Займає північно-східну частину Гродненської і північно-західну частину Мінської областей. Площа понад 4 тисячі км².
Височина межує з Нарочано-Вілейською, Верхньоніманскою низовинами, Лідською рівниною і Мінською височиною. Протяжність з північного заходу на південний схід 100 км, з півночі на південь від 30 до 40 км. Максимальна висота 320 м (гора Мілідовська).
В рельєфі виділяються 5 витягнутих пасом шириною від 1 — 1,5 до 5-7 км, чергуються з глибокими пониженнями (до 40-50 м). Височина складена пісками, піщано-гравійний та валунно-галечним матеріалом, суглинками. 
Річки належать до басейну Німана — Березина (з притокою Олинанка), на півночі — Ошмянка (з прітокою Лоша), на півдні — Клева (притока Гав'ї). 
Ліси (36 %) збереглися невеликими ділянками. На схилах височини сосняки і ялинники, зустрічаються березово-осикові, в пониженнях вільхові ліси. Під ріллею близько 32 % території. 